# Thais clavigera
Thais clavigera is een in zee levende slakkensoort die behoort tot de familie Muricidae en het geslacht Thais. Omdat deze soort niet in Nederland of België leeft heeft zij geen Nederlandse naam.

## Voorkomen en verspreiding
Thais clavigera is een carnivoor die tot 35 mm lang kan worden en leeft in ondiep warm water op rotsbodem en koraalriffen (sublitoraal en circumlitoraal), deze soort komt algemeen voor aan de kusten van Korea, Japan en de Filipijnen.